# Nerac
Nerac (en francès Nérac) és un municipi francès situat al departament d'Òlt i Garona i a la regió de la Nova Aquitània.

## Demografia
| Evolució de la població INSEE |       |       |       |       |       |       |       |       |
| 1793                          | 1800  | 1806  | 1821  | 1831  | 1836  | 1841  | 1846  | 1851  |
| 5 278                         | 5 587 | 5 769 | 5 957 | 6 327 | 6 603 | 7 153 | 7 166 | 7 194 |

| 1856  | 1861  | 1866  | 1872  | 1876  | 1881  | 1886  | 1891  | 1896  |
| ----- | ----- | ----- | ----- | ----- | ----- | ----- | ----- | ----- |
| 7 254 | 7 283 | 7 717 | 7 919 | 7 586 | 7 429 | 7 826 | 6 909 | 6 683 |

| 1901  | 1906  | 1911  | 1921  | 1926  | 1931  | 1936  | 1946  | 1954  |
| ----- | ----- | ----- | ----- | ----- | ----- | ----- | ----- | ----- |
| 6 435 | 6 318 | 6 279 | 5 993 | 5 827 | 5 821 | 5 929 | 5 989 | 6 255 |

| 1962  | 1968  | 1975  | 1982  | 1990  | 1999  | 2006 | 2011 | 2016 |
| ----- | ----- | ----- | ----- | ----- | ----- | ---- | ---- | ---- |
| 6 417 | 7 061 | 7 156 | 6 828 | 7 015 | 6 787 | -    | -    | -    |

| 2019 | - | - | - | - | - | - | - | - |
| ---- | - | - | - | - | - | - | - | - |
| -    | - | - | - | - | - | - | - | - |

## Administració
| Període   | Identitat         | Partit |
| --------- | ----------------- | ------ |
| 1968-1971 | Abel Lautié       |        |
| 1989-1995 | André Garbay      | PCF    |
| 1983-2008 | Jean-Louis Brunet | UMP    |
| 2008-     | Nicolas Lacombe   | PS     |

## Agermanaments
- Madridejos
- Mesola

## Personatges il·lustres
- Armand Fallières, president de la República francesa, hi treballà com a advocat.
- François Darlan, almirall francès.
- Michel Polnareff, cantant i compositor.